# Иван Димитров
Иван Миланов Димитров (Софија, 14. мај 1935 — Софија, 1. јануар 2019) био је бугарски фудбалер који је играо на позицији одбрамбеног играча за репрезентацију Бугарске.
На клупском нивоу остварио је 340 наступа у Првој лиги Бугарске, играјући за Строител Софија, Торпедо Софија, Завод 12, Локомотиву Софија, Спартак Софија и Академик Софија.
Димитров је одиграо 70 утакмица за репрезентацију Бугарске и постигао један гол. За репрезентацију играо је на Летњим олимпијским играма 1960. године, као и на Светском првенству у фудбалу 1962. и 1970. године.
Преминуо је 1. јануара 2019. године у Софији.

## Трофеји

### Локомотива Софија
- Прва лига Бугарске: 1963/64

### Спартак Софија
- Куп Бугарске: 1967/68